# 成田市立前林小学校
成田市立前林小学校（なりたしりつ まえばやししょうがっこう）は、千葉県成田市前林にある公立小学校。

## 概要
本校は、県道成田・小見川・鹿島港線沿線に位置し、学区の戸数は約450戸、大栄地区の中でも古村と言われる農村地帯であり、豊かな自然に恵まれた地域に位置する。

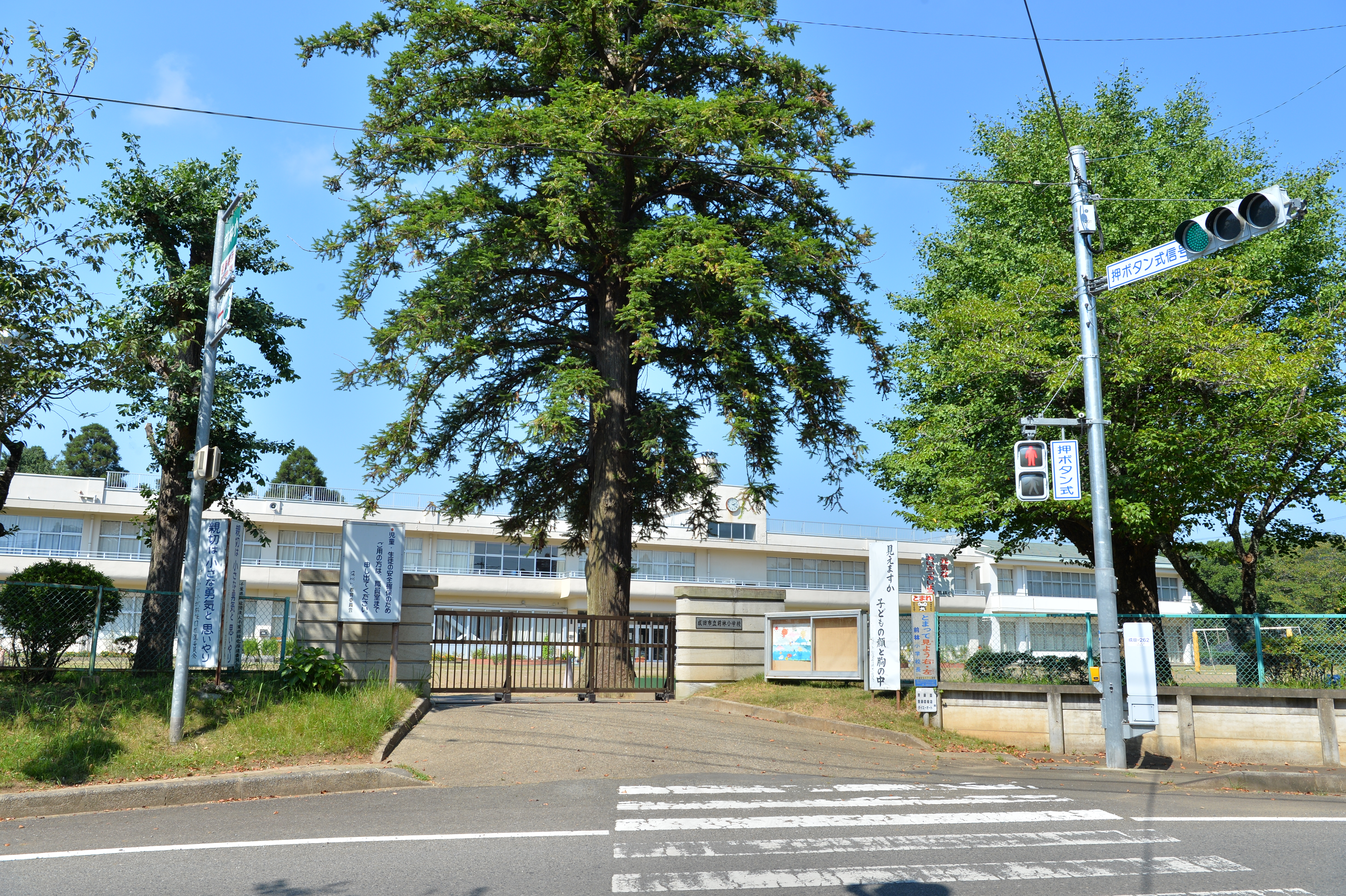
成田市立前林小学校の正門前

## 沿革
- 1865年（明治8年） - 創立。
- 2021年（令和3年）3月 - 閉校。

## 学区
一坪田の一部、前林、大栄十余三の一部、官林

## 進学
- 成田市立大栄中学校